# Селекція
Селекція (від лат. selectio — вибір, добір) — наука про методи створення сортів, гібридів рослин та порід тварин, штамів мікроорганізмів з потрібними людині якостями. В результаті селекційного процесу створено велику кількість сортів сільськогосподарських рослин і порід свійських тварин, штамів мікроорганізмів.
Селекцією також називають галузь про члени сільськогосподарського виробництва, яка займається виведенням сортів і гібридів сільськогосподарських культур, порід тварин.
Залежно від цілей селекцію проводять на якість (смак, зовнішній вигляд, збереження плодів та овочів, вміст білка та амінокислот у зерні, жирномолочність), стійкість до хвороб, шкідників та несприятливих кліматичних умов, урожайність рослин, плодючість та продуктивність у тварин тощо.
Основними методами селекції є добір, гібридизація з використанням гетерозису та цитоплазматичної чоловічої стерильності, поліплоїдія та мутагенез.

## Історія розвитку селекції
Наукові основи селекції вперше заклав Чарльз Дарвін (1859). У зв'язку з розвитком генетики селекція вийшла з стану комплексу практичних заходів для виведення і поліпшення сортів рослин, порід свійських тварин і штамів мікроорганізмів і перетворилася на точну науку, базовану на експерименті.
На українських землях були створені такі сорти сільськогосподарських рослин, як озима пшениця Кримка, яра — Полтавка, конюшина Глухівка, яра вика Вишневецька та багато інших. Як наука, селекція почала розвиватися в Україні наприкінці 19 ст., коли виникли перші станції для селекції цукрового буряка й інших сільськогосподарських культур: Уладівська (1880), Немерчанська (1886), Іванівська (1887), Верхняцька (1899), згодом Миронівська (1911). Після занепаду під час революції їхню діяльність поновлено у 1920-их pp. і організовано нові.

### Радянський період
У 1930-их pp. багато українських селекціонерів загинули від терору НКВС (Б. Паншин, В. Колкунов, Б. Лебединський, І. Войткевич, В. Ракочі, С. Низовий-Кисіль, Д. Дузь-Крятченко, брати Олександр і Олекса Філіповські, І. Шапошників, П. Соляков, А. Запорожець та ін.).
Новий занепад селекції спричинила війна 1941—1945; згодом науково-дослідницькі установи селекції знову відбудовано і значно поширено. Тепер вони укладаються у таку систему:
1) установи всесоюзного значення з центром в Україні — Всесоюзні науково-дослідницькі інститути: цукрового буряка (Київ), кукурудзи (Дніпропетровське), луб'яних культур (Глухів), садівництва (Київ), селекційногенетичний (Одеса), махорки і цигаркових тютюнів (Київ), олійних культур (Краснодар);
2) Всеукраїнські установи — науково-дослідницькі інститути: селекції і генетики ім. В. Юр'єва (Харків), хліборобства (Київ), хліборобства і тваринництва УРСР (Львів), зрошувального хліборобства (Херсон), Миронівський н.-д. інститут селекції і насінництва пшениці;
3) установи обласного значення — державні обласні сільськогосподарські дослідні і селекційні станції галузевих інститутів.

## Досягнення українських селекціонерів
Українські селекціонери створили низку нових сортів сільськогосподарських культур.
Багато цінних сортів озимої й ярої пшениці, а також інших зернових вивів В. Юр'єв, що керував Харківською селекційною станцією (з 1909; 1958 реорганізована на Укр. Інститут Рослинництва). Нові сорти пшениці були виведені ще до революції на селекційно-досл. станціях: Іванівській (Харківська губернія) — Durable 348 (Б. Лебедииський), Миронівській (Київщина) — Українка 0246 (Л. Ковалевський, В. Желткевич, І. Єремеєв) і (після революції) Миронівська 808 та Миронівська Ювілейна 50 (В. Ремесло), Білоцерківській — Лісостепова 74 і 75, Білоцерківська 23 і 198 (А. Горлач), Одеській (з 1928 Всесоюзний Селекційно-генетичний Інститут) — Земка і Кооператорка (А. Сапєгин), Одська 3 і 26, Степова (Ф. Кириченко й ін.; він же і вивів сорти твердої озимої пшениці — Мічурінка і Новомічурінка).
Українські учені мають досягнення у селекції кукурудзи шляхом виведення лінійних матеріалів для подальшого їхнього схрещування з метою винайдення урожайних гібридних комбінацій; селекціонери: Б. Соколов (Дніпропетровський інститут Кукурудзи), О. Мусійко (Одеський Селекційно-Генетичний Інститут), В. Козубенко (Буковинська селекційна станція), М. Хаджинов (Краснодарський Н.-Д. Інститут), П. Оселедець (Київ); найпоширеніші гібриди: Дніпровський 90 Т., Буковинський 3 і З ТВ, Одеський 27 М, Краснодарський 436, Київський 8.
Нові сорти озимого ячменю вивів П. Гаркавий (Оріон, Одеський 31, Одеський 46). Виведено високоврожайні сорти гороху: Уладовський 208 і 303 (І. Громик і співр.), Уладовський 6 і 8 (М. Шульга), Чернігівський 190 (М. Хандогін, І. Перешкура). Низку сортів соняшника з високим вмістом олії вивів у Всесоюзному Інституті Олійних Культур (Краснодар) укр. селекціонер В. Пустовійт при співробітництві В. Щербини та Г. Романенка.
Селекція цукрового буряка велася в Україні з 1893; видатніші селекціонери до 1940: Л. Семполовський (керівник Уладівської станції), О. Ґельмер і Б. Лебединський (Іванівська станція), В. Михалєвич і Т. Гринько (Верхняцька), Олена Савицька, В. Савицький, О. Архімович та ін. Після 1945 нові сорти цукрового буряка виведено на станціях: Уладівській — 752, поліпшені (М. Котт, М. Булін, А. Поздняк), Верхняцькій — 020, 031, 038 (Т. Гринько, П. Гордієнко, Д. Попадюк); однонасінні сорти виведено у Всесоюзному Н.-Д. Інституті цукрових буряків у Києві, Білоцерківській досл. Селекційній н.-д. станції і Ялтушківському опорному пункті — Білоцерківські (Ольга Коломієць, С. Устименко, П. Прозора) і Ялтушківські (О. Попов, Г. Мокан) однонасінні; з гібридів виведено Білоцерківські полігібриди 1 і 2 (С. Бережко, О. Коломієць) і Ялтушківський гібрид (Г. Мокан, Н. Нефедова, О. Попов).
Крім цього, виведено нові сорти багатьох ін. зернових, зернобобових, техн. і кормових культур, картоплі, городини, овочів і винограду.
В еміграції працюють, українські селекціонери: у США — К. й О. Архімовичі, І. Безпалов (вивів сорт озимого ячменю), Г. Гагарин, І. Громик, Вячеслав і Олена Савицькі й ін.; у Канаді — С. Симко та ін.; в Аргентині — Р. Шехаїв (С. картоплі); в Австрії — І. Болсунов (С. тютюну).

## Методи селекції

### Методи селекції рослин
Вавилов зібрав колекцію насіння різних сортів культурних рослин з усього світу і визначив 7 центрів походження та різноманітності культурних рослин, що збігаються з осередками древніх цивілізацій:
- Південноазійський (Індія) — рис, цукрова тростина, баклажан, огірок, манго, цитрусові.
- Східноазійський (Китай) — просо, соя, гречка, ячмінь, цибуля, груша, яблуня, слива, хурма, чай, опіумний мак, редька, гірчиця, шовковиця тощо.
- Південно-Західноазійський (Центральна Азія і Близький Схід) — пшениця, жито, бобові, виноград, морква, бавовник, цибуля, часник, ріпа, коноплі, мигдаль, персик, груша, яблуня, абрикос, волоський горіх тощо.
- Середземноморський (Середземномор'я) — сочевиця, маслини, капуста, буряк, редька, кормові культури, пшениця, овес, горох, люпин, спаржа, селера, кріп, щавель тощо.
- Абіссинський (Ефіопське нагір'я) — тверді сорти пшениці, ячмінь, кава, сорго, банан, кунжут, коріандр, цибуля тощо.
- Центральноамериканський (Мексика) — кукурудза, бавовник, какао, гарбуз, тютюн, солодкий перець, соняшник, томати тощо.
- Андійський (Анди Південної Америки) — картопля, ананас, кока, арахіс, соняшник, какао, каучук, хінне дерево тощо.

Етапи селекції рослин.
Масовий та індивідуальний добір рослин за необхідними ознаками.
Створення чистих ліній — гомозиготних особин з однаковим генотипом, отриманих внаслідок самозапилення. Самозапилення підвищує кількість гомозигот, дає можливість виявити несприятливі мутації. Для самозапильних рослин застосовують багаторазовий індивідуальний добір і виводять декілька чистих ліній за визначеними ознаками. Для перехреснозапильних рослин проводять штучне самозапилення і виявляють мутації. В отриманих гомозиготних лініях урожайність знижується.
Одержання міжлінійних гібридів — перехресне запилення двох чистих ліній — приводить до появи високоврожайного покоління. У гібридів спостерігається гетерозис, врожайність і життєздатність підвищуються у 1,5-2 рази. Подальше розмноження міжлінійних гібридів знижує ефект гетерозису. Кращі комбінації чистих ліній отримують шляхом дослідницької роботи.
У самозапильних рослин виводять декілька сортів, які можуть розмножуватися насінням. Перехреснозапильні рослини розмножують вегетативно. Це дає можливість отримати одноманітну гетерозиготну популяцію. Для однорічних рослин застосовують штучне запилення. З метою підвищення врожайності використовують поліплоїдію. Багато культурних рослин (пшениця, овес, картопля, буряк, суниця) є поліплоїдами. Поліплоїди характеризуються більшою урожайністю, стійкістю до кліматичних змін, містять більше поживних речовин.
У рослинництві використовується віддалена гібридизація — одержання міжвидових і міжродових гібридів. Такі гібриди безплідні, оскільки порушено мейоз і утворення статевих клітин. Георгій Карпеченко отримав капустяно-редьковий поліплоїдний плідний гібрид. Він не схрещувався ні з редькою, ні з капустою, не давав розщеплення ознак капусти чи редьки, тобто було отримано новий вид.
Роботи І. В. Мічуріна. І. В. Мічурін створив нові сорти культурних плодово-ягідних рослин шляхом гібридизації, щеплення рослин і строгого добору. Прищепа — живець рослини, що прищеплюється. Підщепа — доросла рослина, на яку прищеплюється прищепа.
При схрещуванні застосовували метод ментора — виховання в гібридному саджанці бажаних ознак шляхом щеплення його на рослину-вихователя. Чим старший ментор, тим сильніший його вплив на прищепу.
І. В. Мічурін працював над створенням морозостійких, крупноплідних сортів із чудовими смаковими якостями.
Вітчизняні досягнення в селекції рослин. Ф. К. Кириченко вивів ряд зимостійких сортів озимої м'якої пшениці. Ним вперше створена озима тверда пшениця, найврожайніші сорти якої Одеська, Ювілейна, Новомічурінська. Т. Є. Тарасенко та І. Д. Прохожай вивели високоврожайні сорти ярого ячменю, які районовано в багатьох областях України. І. М. Хаджінов досяг великих успіхів у селекції кукурудзи. Високою популярністю користуються сорти картоплі, які вивела Н. А. Лебедева.

### Методи селекції тварин
У тварин можливе тільки статеве розмноження, відсутня масовість у потомстві від однієї пари. В селекції тварин необхідно враховувати екстер'єр і продуктивність. На продуктивність дуже впливають умови утримування, раціон харчування, догляд.
Людина приручила й одомашнила майже 10 тис. видів тварин. У селекції тварин використовують два методи схрещування: споріднене (інбридинг) і неспоріднене (аутбридинг). При доборі пари враховують родовід і характерні ознаки тварин. Споріднене схрещування проводиться між особинами однієї породи і використовується для одержання чистих ліній. При цьому може виникнути зниження життєздатності особини і поява мутацій, тому необхідний строгий добір за потрібними ознаками.
Завданням селекції тварин є виведення нових або удосконалення існуючих порід свійських тварин певного біологічного виду, які мають цінні для людини спільні ознаки і властивості й чітко відрізняють особин цієї породи від інших представників виду.

## Переваги селекційного розведення[1]
Селекційне розведення має багато переваг, тому багато фермерів вибирають цей метод. Однією з головних переваг цього методу сільськогосподарського виробництва є отримання більшого прибутку. Здатність задовольняти потреби споживачів дозволяє заробляти більше.

### Більший прибуток
Селекційне розведення дозволяє посилювати корисні характеристики для фермерів. Наприклад, якщо у вас є корови, вони можуть давати більше молока, ніж звичайні корови. За допомогою розведення таких корів, їхні нащадки також матимуть здатність до високої продуктивності. Цей ген можна успадкувати та передавати з покоління в покоління. Так само, при вирощуванні культур методами селекційного розведення, вони будуть зростати більше, ніж звичайні культури. Поширення цих переваг значно підвищить ринкову вартість продуктів. Якщо ви підприємець, використання селекційного розведення безсумнівно є ідеальним вибором.

### Усунення хвороб
Ще одною великою перевагою селекційного розведення є можливість боротися з хворобами рослин і тварин. Згідно з дослідженнями, виявлення та попередній скринінг певних захворювань дозволяють контролювати їх розповсюдження. За допомогою контрольованого розведення рослин і тварин без генетичних захворювань можна уникнути передачі цих хвороб нащадкам у майбутньому.

## Див. теж
- Селекція рослин